# Evacanthus lacunar
Evacanthus lacunar är en insektsart som beskrevs av Hamilton 1983. Evacanthus lacunar ingår i släktet Evacanthus och familjen dvärgstritar. Inga underarter finns listade i Catalogue of Life.